# Cox Peaks
Cox Peaks är en bergstopp i Antarktis. Den ligger i den centrala delen av kontinenten. Nya Zeeland gör anspråk på området. Toppen på Cox Peaks är 1 580 meter över havet, eller 13 meter över den omgivande terrängen. Bredden vid basen är 0,36 km.
Terrängen runt Cox Peaks är kuperad åt sydost, men åt nordväst är den bergig. Trakten är obefolkad. Det finns inga samhällen i närheten.